# Acrisione denticulata

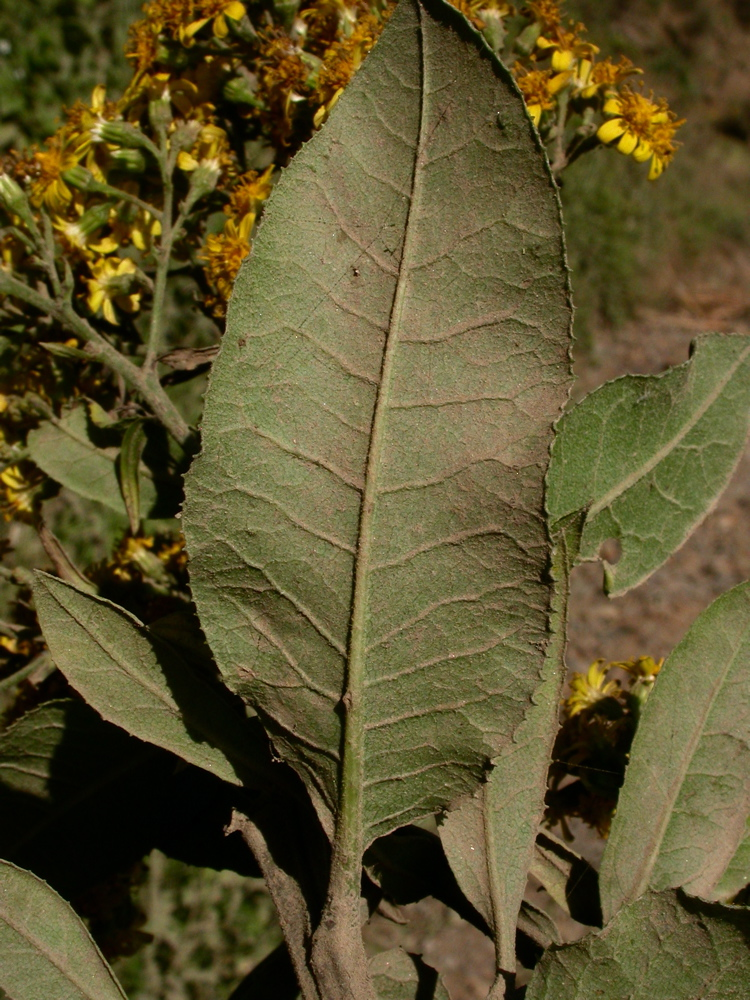
Detalle de una de sus hojas.

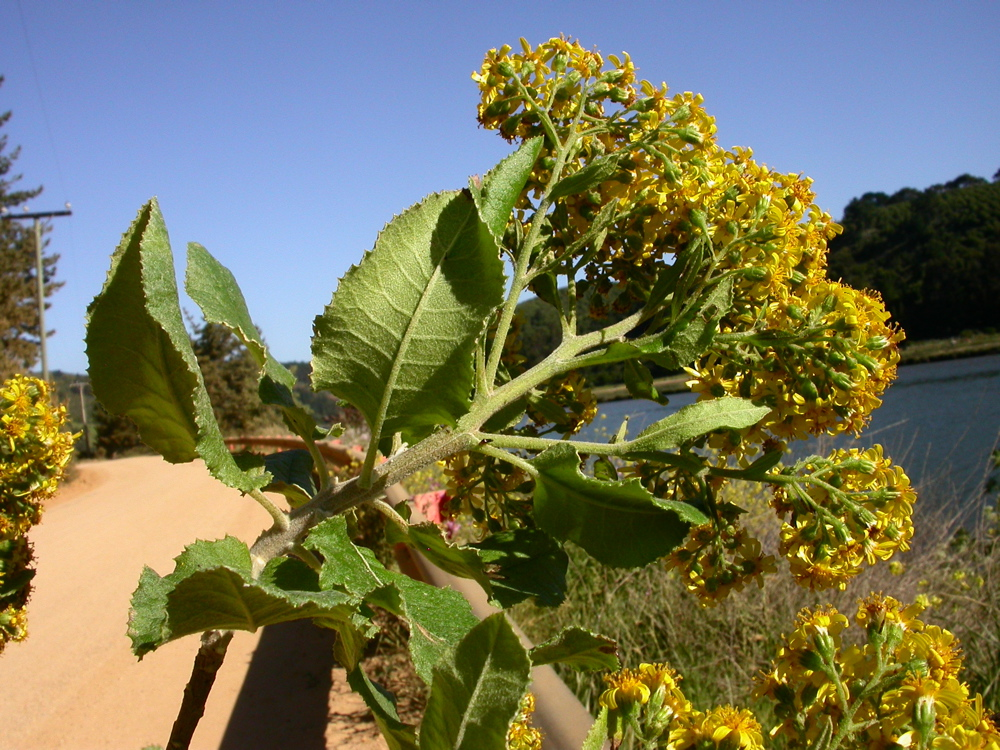
Detalle de una de sus ramas.

El palo de yegua (Acrisione denticulata), también llamado comúnmente pampalén o palpalén, es una especie de planta perteneciente a la familia de las asteráceas (Asteraceae). Es endémica de la zona centro y sur de Chile.

## Descripción
Es un arbusto siempre verde, que alcanza una altura de 3 metros (algunos ejemplares pueden llegar a los 4 metros).
Sus ramas son rectas, flexibles y débiles. Las hojas son alternas y tienen forma elíptica con ápices agudos, los bordes son ligeramente aserrados. El haz de la hoja es de textura lisa y posee un color verde claro, en cambio, el envés es lanado y blanquecino. Sus flores son dioicas, de color amarillo y compuestas por 14 pétalos o más. El fruto es un tipo de aquenio.
Florece en primavera, entre los meses de octubre y diciembre.

## Distribución y hábitat
Se distribuye desde Aconcagua (Región de Valparaíso) hasta Chiloé (Región de los Lagos). Crece en el Bosque Esclerófilo y en el Bosque de roble.
Habita en lugares sombríos, donde hay poca luz solar, como en laderas, valles, quebradas o incluso en las periferias de los bosques.
Prefiere zonas húmedas y de buen drenaje, donde las precipitaciones son abundantes, especialmente en invierno (400 - 800 mm anuales), aunque puede soportar temporadas secas.
Es posible encontrar individuos de esta especie en elevaciones que comprenden desde los 500 hasta los 2000 m s. n. m.

## Usos
Esta planta es usada como ornamento en plazas y jardines debido a su llamativa estructura, tanto a sus flores amarillas como a su atractivo follaje. 

## Taxonomía

### Etimología
- "denticulata": epíteto, proviene de la palabra latina dens, que significa 'diente'; alude a la forma de las hojas.

### Sinonimia
- - Cacalia denticulata Hook. & Arn.
  - Senecio yegua (Colla) Cabrera
  - Senecio denticulatus (Hook. & Arn.)[4]